# Piotr II (metropolita kijowski)
Piotr (zm. 20/21 grudnia 1326 w Moskwie) – metropolia kijowski w latach 1305 lub 1308–1326. W 1325 metropolita Piotr przeniósł rezydencję metropolitów ruskich z Włodziemierza nad Klaźmą do Moskwy i nakazał swoim następcom rezydować w tym samym miejscu, przyczyniając się do wzrostu znaczenia Wielkiego Księstwa Moskiewskiego w XIV wieku. Uważa się go za pierwszego prawosławnego biskupa moskiewskiego, choć on sam posługiwał się tytułem metropolity całej Rusi.

## Życiorys
Urodził się na Wołyniu w rodzinie Feodora i Marii (według innych źródeł – Jewpraksji). W wieku siedmiu lat został oddany do cerkiewnej szkoły w celu nauki czytania i pisania, zaś jako dwunastolatek złożył wieczyste śluby mnisze, po czym nauczył się ikonopisania. Następnie założył samodzielny monaster Przemienienia Pańskiego w Werchracie nad rzeką Ratą. W czasie swojej podróży do Konstantynopola klasztor ten odwiedził metropolita kijowski Maksym, któremu Piotr podarował napisaną własnoręcznie ikonę. Tradycja cerkiewna łączy również jego osobę z przypuszczalnym powstaniem monasteru Zaśnięcia Matki Bożej w Nowym Dworze i uznaje go za twórcę związanej z tą wspólnotą cudotwórczej ikony maryjnej.
Po śmierci Maksyma w 1305 patriarcha konstantynopolitański Atanazy, który w 1303 dokonał podziału metropolii kijowskiej na kijowską i halicką, zmienił swoją decyzję i wyświęcił Piotra, przedłożonego mu jako kandydat do chirotonii biskupiej przez księcia halicko-wołyńskiego Jerzego I, na metropolitę całej Rusi. Piotr, podobnie jak jego poprzednik, rezydował we Włodzimierzu nad Klaźmą, chociaż bezpośrednio po swoim przyjeździe do miasta został przyjęty negatywnie. Według Antoniego Mironowicza Piotr został początkowo wyświęcony jedynie na metropolitę halickiego, a hierarchą kijowskim i całej Rusi został dopiero w 1308.
W 1311 w Perejasławiu Zaleskim odbył się sobór duchowieństwa ruskiego, zwołany wskutek skarg przeciwko metropolicie wystosowanych przez biskupa twerskiego Andrzeja. Piotr zdołał oczyścić się ze stawianych mu zarzutów, prawdopodobnie przy wsparciu książąt moskiewskiego i rostowsko-suzdalskiego. Dwa lata później Piotr razem z księciem twerskim Michałem udał się do Złotej Ordy na uroczystość intronizacji chana Ozbega.
W r. 1316 lub 1317 patriarcha Konstantynopola erygował prawosławną metropolię litewską, wyodrębniając ją z metropolii kijowskiej (zdaniem Antoniego Mironowicza doszło do tego już wcześniej, w 1299 i wyznaczając na jej zwierzchnika Teofila, rezydującego w Nowogródku.
W 1325 metropolita Piotr przeniósł rezydencję metropolitów kijowskich do Moskwy i nakazał swoim następcom rezydować w tym samym miejscu. Być może jeszcze przed tą datą utworzył w Moskwie monaster Świętych Piotra i Pawła, nazwany po jego kanonizacji Wysoko-Pietrowskim. Na jego prośbę Iwan Kalita wzniósł w obrębie Kremla moskiewskiego sobór Zwiastowania, w którym Piotr został następnie pochowany.
Piotra uważa się za pierwszego prawosławnego biskupa moskiewskiego, choć on sam posługiwał się tytułem metropolity całej Rusi.
Metropolici Piotrowi przypisuje się autorstwo sześciu listów do duchowieństwa ruskiego.

## Kult
W 1327 na soborze we Włodzimierzu Piotr został kanonizowany na podstawie spisanego przez biskupa rostowskiego Prochora wykazu cudów, jakie miały mieć miejsce po jego śmierci za jego pośrednictwem. W 1339 Piotra uznał za świętego także Patriarchat Konstantynopolitański. W okresie sprawowania urzędu metropolity kijowskiego przez Cypriana, Piotr był już uważany za patrona Moskwy.
Wspomnienie św. metropolity Piotra w Kościele prawosławnym przypada 24 sierpnia i 21 grudnia. Należy on również do Soboru Świętych Biskupów Moskiewskich (wspomnienie 5 października).